# ムラソイ
ムラソイ（学名：Sebastes pachycephalus）は、メバル属に分類される魚類の一種。北西太平洋に分布し、沿岸の浅い岩礁に生息する。体色は褐色で、明るい模様が入ることもある。市場での流通量は少ないが、釣りでは人気の種である。

## 分類と名称
1843年にオランダの動物学者であるコンラート・ヤコブ・テミンクとドイツの動物学者であるヘルマン・シュレーゲルによって記載され、タイプ産地は日本であった。Murasoius 亜属のタイプ種とされることもある。かつてはムラソイ、オウゴンムラソイ、ホシナシムラソイ、アカブチムラソイの4亜種に分けられていた。遺伝的解析の結果、オウゴンムラソイが独立種となり、ホシナシムラソイはムラソイと、アカブチムラソイはオウゴンムラソイと同種とされた。種小名は「広い頭」を意味し、近縁種と比べて頭部が幅広いことに由来する。

## 分布と生息地
日本、朝鮮半島、中国の黄海から渤海まで、北西太平洋に分布し、ロシアの日本海岸でも見られる。日本では主に房総半島以南の太平洋岸、能登半島以南の日本海および東シナ海岸に分布し、東北地方では珍しい。底魚であり、沿岸の浅い岩礁域に生息する。

## 形態
体高は高く、体形は比較的側扁する。口は大きく、下部に位置する。頭部には頑強な眼前棘、眼上棘、眼後棘、頭頂棘を持つ。眼の間はへこんでおり、下顎は上顎より短く、鱗を持たない。背鰭棘条部の基部は細かい鱗で覆われる。背鰭は13棘と13-16軟条から、臀鰭は3棘と6軟条から成る。尾鰭は截形に近い扇形である。全長42cm、体重1.6kgに成長する。体色は褐色から暗褐色で、明るい褐色の帯や明色の模様が入る場合もある。眼から放射状に三本の明るい茶色の帯が入る。鰭には様々な濃さの茶色の斑点が入る。

## 生態
他のメバル類と同様に卵胎生であり、幼魚は海藻の中に隠れ、甲殻類とその卵などの動物プランクトン、小魚を捕食する。

## 人との関わり
市場に流通することは少ない。釣りの対象魚として人気があるが、カサゴと混同されることがある。